# Running River
Running River är ett vattendrag i Australien. Det ligger i delstaten Queensland, omkring 1 200 kilometer nordväst om delstatshuvudstaden Brisbane.
Omgivningarna runt Running River är huvudsakligen savann. Trakten runt Running River är nära nog obefolkad, med mindre än två invånare per kvadratkilometer. Genomsnittlig årsnederbörd är 806 millimeter. Den regnigaste månaden är mars, med i genomsnitt 190 mm nederbörd, och den torraste är augusti, med 7 mm nederbörd.